# N519 (België)
De N519 is een gewestweg in België tussen Vier Winden (N48) en Elzele (N57). De weg heeft een lengte van ongeveer 3 kilometer.
De gehele weg heeft twee rijstroken in beide rijrichtingen samen zonder rijstrookmarkeringen.

## Plaatsen langs N519
- Vier Winden
- Rigaudrye
- Elzele